# Heliconius flavosia
Heliconius flavosia är en fjärilsart som beskrevs av William James Kaye 1920. Heliconius flavosia ingår i släktet Heliconius och familjen praktfjärilar. Inga underarter finns listade i Catalogue of Life.